# Жур, Миклауш
Ми́клауш Жур, немецкий вариант — Николаус Зауэр (в.-луж. Mikławš Žur , нем. Nicolaus Sauer, 13 марта 1859 года, Ворклецы, Лужица, Германия — 15 декабря 1932 год, Будишин, Лужица, Германия) — католический священник, серболужицкий писатель, драматург и общественный деятель.

## Биография
Родился 13 марта 1859 года в крестьянской семье в серболужицкой деревне Ворклецы (Реккельвиц). После окончания начальной школы в родной деревне работал пастухом. В 1873—1874 году обучался в католическом педагогическом училище. С 1874 по 1881 год изучал богословие в Лужицкой семинарии в Праге. В это же время обучался в немецкоязычной малостранской гимназии. В 1881—1882 годах проходил воинскую службу в Баутцене, после которой возвратился в Прагу, где продолжил своё богословское образование. В 1882 году вступил в серболужицкое культурно-просветительское общество «Матица сербо-лужицкая» (с 1908 по 1932 год был секретарём этой организации). В 1884—1885 годах возглавлял серболужицкое студенческое братство «Сербовка».
После возвращения в Лужицу в 1885—1886 годах служил священником в Будишине и с 1886 по 1895 год — администратором в Радворе. Будучи администратором в Радворе занимался ремонтом церкви Пресвятой Девы Марии Королевы Розария. В 1895—1896 годах — капеллан королевской церкви в Дрездене и с 1896 года — настоятель в Радворе. В 1903 году назначен настоятелем Серболужицкой церкви в Будишине. С 1912 года до своей кончины в 1932 году — каноник консистории собора святого Петра. В 1921 году удостоен звания прелата.
В 1885 году основал журнал «Łužiski Serb». Был его многолетним редактором. В 1904—1906, 1908—1909 и 1914—1916 годах был главным редактором журнала «Katolski Posoł». Написал несколько детских книг и комедии.
После смерти Якуба Скали возглавил «Общество Кирилла и Мефодия».

## Сочинения
- Nahrabnosće mzda abo Něčeje horjo, něčeji směch, Budyšin 1893
- Prěni wobjed, Budyšin 1900
- Připady, Budyšin 1922
- Njewjesćinska nadoba, Budyšin 1924